# إيميديو رافاييل
إيميديو رافاييل (بالبرتغالية: Emídio Rafael‏) هو لاعب كرة قدم برتغالي في مركز ظهير ‏، ولد في 24 يناير 1986 في لشبونة في البرتغال. لعب مع أتلتيكو كاسا بيا وأكاديميكا كويمبرا وإشتوريل برايا وريال سبورت كلوب وسبورتينغ براغا وسبورتينغ لشبونة ونادي بلاتانياس ونادي بورتو ونادي بورتيمونينسي.

## وصلات خارجية
- إيميديو رافاييل على موقع إي إس بي إن إف سي (الإنجليزية)
- إيميديو رافاييل على موقع قاعدة بيانات كرة القدم.إي يو (الإنجليزية)
- إيميديو رافاييل على موقع Soccerway.com (الإنجليزية)
- إيميديو رافاييل على موقع AS.com (الإسبانية)